# 東方花映塚 〜 Phantasmagoria of Flower View.
『東方花映塚 〜 Phantasmagoria of Flower View.』（とうほうかえいづか ファンタズマゴリア・オブ・フラワー・ビュー）とは、同人サークル上海アリス幻樂団によって製作された弾幕系シューティングゲームであり、東方Project第9弾に当たる作品である。東方Projectの10周年を記念して制作された「ファンサービス」的な作品。
本作は、2005年5月4日開催の同人イベント「博麗神社例大祭2」にて体験版CD-ROMが販売され、6月12日に体験版がWEB公開、8月14日の「コミックマーケット68」にて完成版が販売された。後に同人ショップでの委託販売も行なわれている。書籍『東方文花帖 〜 Bohemian Archive in Japanese Red.』の付属CD-ROMにも体験版が収録されている。
本作は前3作とは異なり、対戦型シューティングゲームである。これは、アーケードゲーム『ティンクルスタースプライツ』のシステムを借用したもので、作者のZUNは「ティンクルスターも新作が夏に出るみたいなので、相乗効果を狙って出してしまいます」と発言している。全9ステージからなるストーリーモードのほか、任意の自機を選択して対戦するマッチモード、条件を満たすことで選択可能になるExtraモードが用意されている。最新バージョン (ver.1.50a) ではネット対戦も可能である。
2022年4月25日には、メディアスケープよりSteamを通じて配信が開始された。バージョン表記は1.00のままだが、新たにSteam Remote Play Together機能によるフレンド同士の通信対戦に対応し、1.50aもベータ版として提供されている。
本項では、以降は『花映塚』と称することとする。その他の本項で使用されている東方Project関連の略称については、東方Project#凡例を参照。

## ゲームモード
1人用の「ストーリーモード」、ストーリーモードの特殊ルール版といえる「Extraモード」、2人対戦の「マッチモード」がある。
ストーリーモード
ストーリーモードは、1人でプレイするモード。全9面からなるステージをクリアしていき、9面をクリアするとエンディングとなる。プレイヤーはライフの他に残機を持ち、ライフが0になり負けると残機が減る。一定の得点でエクステンドする。残機が無い状態で負けるとコンティニューするかを尋ねられる。コンティニューは3回まで可能だが、本作ではコンティニューしてもしなくてもエンディングは変わらない。
相手に負けた後に残機を消費して再戦する際は、その相手が弱くなる。
Extraモード
Extraモードは、条件を満たすと選択可能になるモードで、ストーリーモードと同様全9面からなるステージをクリアしていく。台詞などはストーリーモードと全く同じであるが、ルールは大きく異なっている。
残機0の状態から始まり、コンティニューは不可。ただし得点によるエクステンドは可能である。自分・相手ともにチャージゲージが4、ライフが0.5の状態でスタートする。すなわち、被弾すると即ミスとなる。
Extraモードには、相手に「タイマー」が設定されている。対戦開始と同時に、対戦の状況によって最低20秒から最大2分（概ね後半のステージほど長い）に設定されたタイマーが作動する。タイマーが0秒になるまでの間は、相手は被弾が無効（無敵）になっている。0秒になると相手の無敵が解除され、撃破が可能となる。このタイマーは、同じ相手とは再戦するたびに時間が短くなる。
マッチモード
マッチモードは、任意の登場人物を選んで対戦するモード。先に2回負けると敗北となる2セットマッチで、2人対戦のほか、CPU（ノンプレイヤーキャラクター）との対戦やCPU同士の対戦も可能である。
最新バージョン (ver.1.50a) では、設定を行なえばネット対戦も可能になっている。

## システム
『花映塚』は前3作とは違い、『ティンクルスタースプライツ』のシステムを借用した対戦型シューティングゲームである。フィールドは画面上に2つ存在し、ストーリーモードとExtraモードでは左側が自フィールド、右側が相手フィールドとなる。マッチモードでは左側が1P、右側が2Pとなる。
自機は、性能の異なる最大16種類がある。全てを使用するには条件を満たす必要がある。

### 基本行動
弾を回避しながら、フィールド上に現れる雑魚敵の「妖精」や「幽霊」をショットで撃墜する。特定の行動をとることで、自フィールドの弾を消したり、相手フィールドに攻撃を送り込むことができる。
「幽霊」はそのままでは耐久力が高く安易に撃墜はできないが、低速移動時に自機周辺に現れる「吸霊フィールド」に触れることで耐久力が落ちて撃墜しやすくなる。耐久力が落ちた「幽霊」は一定時間経過すると自爆し、自機へ撃ち返し弾を放つ。
フィールドの上部にはライフが「陰陽玉」（陰陽太極図模様の玉）5個で表示されており、敵や弾などに接触すると減少する。ライフの減少幅は0.5単位だが、実際に減少する値は状況によって異なる。ライフが0.5になると警告音が鳴り、0になると負けとなる。警告無しでライフが0になることはなく、どんなに大ダメージを受けても一旦0.5で止まる。

### 回避手段
雑魚敵の妖精や、「吸霊フィールド」に触れて耐久力が落ちた幽霊を撃墜すると、爆発してその周囲に爆風を発生させる。爆風には自機へのダメージ判定はないが、他の雑魚敵へはダメージ判定があり巻き込まれて撃墜されるほか、弾のうち「白弾」は爆風に巻き込まれると消滅する。このため、妖精などをうまく爆発させて弾や雑魚敵を消すことが回避の基本となる。
また、画面下部に表示されている「チャージゲージ」がボムとして使用される。妖精などの爆風では消すことのできない弾も、ボムでは消すことができる。チャージゲージは使用することで減少し、雑魚敵を倒すことで一定値まで増加する。

### 攻撃手段
特定の行動を取ることで、相手フィールドへ攻撃を送ることができる。
弾幕アタック
妖精を倒したり弾消ししたりすると、相手フィールドに白弾が発生する。相手が弾消しすることで自フィールドへ白弾が戻ってくることもあるが、何度かこれが繰り返されると白弾ではなく爆風では消すことのできない「大型弾」が発生する。
幽霊アタック
妖精を爆風の連鎖で倒したり幽霊を倒したりすると、相手フィールドに幽霊が発生する。
EXアタック
大きい幽霊を倒したり、「EXアイテム」（後述）を取ることで、相手フィールドに攻撃が発生する。攻撃方法は自機の種類によって異なる。
カードアタック
チャージゲージが一定以上溜まっているときにこれをボムとして発動すると、自フィールドでの弾消しが発生するとともに、相手フィールドに攻撃が発生する。攻撃方法は自機の種類によって異なり、チャージゲージが多く溜まっているほど強力な攻撃になる。
ボスカードアタック
他の東方Project作品での「スペルカード」に相当する。チャージゲージが最大の時にこれを発動すると、相手フィールドに「自機の幻影」が発生し、自動で相手に強力な攻撃を放つ。各キャラクターごとの、ボスカードアタック時のカットインにはそのキャラに因んだ格言、又は四字熟語が添えられている。
相手から自フィールドに送り込まれた「相手の幻影」はショットなどを当てることで倒すことができるほか、ボスカードアタックを使用することで「送り返す」ことができる。
ボスカードアタックは、雑魚敵を連続して倒すことなどにより溜まる「スペルポイント」というものが特定の値になったときにも発動する。

### リリーホワイト
長期戦になった場合などに、自フィールドと相手フィールドに敵「リリーホワイト」が現れ、高密度の弾幕を放ってくる。リリーホワイトは耐久力が高いが倒すことは可能。一定時間経過すると画面外へ去っていく。

### アイテム
アイテムは、リリーホワイトや「相手の幻影」を倒すことで出現し、取得することで効果が発生する。
点アイテムスペルポイントが上昇する。
弾アイテム爆風では消去不可能な弾を相手に送る。
EXアイテム大量のEXアタックを相手に送る。
Gアイテムチャージゲージが最大になる。

## あらすじ
幻想郷中で、全ての花が通常の開花の季節とは関係なく突然咲き始め、妖精たちが騒ぎ出し、さらに幽霊が大量出現した。博麗霊夢ら少女たちは、ある者は異変解決のため、ある者はただ単に異変に乗じて騒ぐために、それぞれが動き出した。
少女たちがたどり着いた先にいた閻魔の四季映姫は、次のように説明する。
60年に1度の間隔で外の世界で発生する幽霊の増加で、三途の川の案内人である死神の仕事の許容量を超える数の幽霊が幻想郷に出現したため、溢れかえった幽霊が花に憑依し、花が咲き乱れる現象が発生した。また妖精は自然そのものであるため、不自然な花に大騒ぎしていた。この異変は幻想郷の住人が人為的に発生させたものではないため、放置しておいても死神が順当に幽霊を彼岸へと運んでいき、次第に季節に関係なく咲いている花が減って、いずれは解決する。
この後、少女たちは映姫からそれぞれの理由で説教をされるのだが、それとは関係なく、映姫の言ったとおり花と幽霊は徐々に減っていった。

## 登場人物
特筆がない限り、いずれも自機である。

### 新規の登場人物
ここでは、『花映塚』が初出の登場人物を解説する。厳密には射命丸文は『文花帖（書籍）』（2005年8月11日発売）、風見幽香は『東方幻想郷』(第4弾)が初出であるが、ここで解説する。
射命丸 文（しゃめいまる あや）
妖怪の山に住む鴉天狗。ブン屋（新聞記者）を営んでいる。1000年ほど前から幻想郷に住んでおり、その力は「最高クラス」とされている。天狗に変じる前は鴉であった。『文花帖（書籍）』や『求聞史紀』では背中に黒い翼が生えている挿絵が一部見受けられるが、『花映塚』や『文花帖（ゲーム）』では翼が生えておらず、『文花帖（書籍）』でも漫画「風の号外」など、翼が生えていない描写も見られる。
生真面目で融通がきかない性格。幻想郷の天狗の例に漏れず、強い者の前では礼儀正しく、弱いとみなした者には強気に出る。しかし取材相手には、常に礼儀正しい。『緋想天』付属の「おまけ.txt」によると、彼女は頭脳明晰で非好戦的。思考能力は非常に高く、人の何倍ものスピードで考えを巡らせるが、唯一、鬼の萃香にはいつも振り回されている。
「文々。新聞」（ぶんぶんまるしんぶん）という名の新聞を執筆し発行している。真実のみを記事にし、裏の取れない情報は新聞記事にしないと発言しているが、ネタの自作自演や記事内容の捏造もある程度しているらしく、同業者の姫海棠はたてからは「内容が出鱈目」と思われている。天狗の新聞自体は主にその仲間が購読していて、『文花帖（書籍）』では八意永琳からその内輪振りを「学級新聞」と皮肉られている。作中でこの新聞を読んでいる場面が登場するのは、森近霖之助と光の三妖精である。『求聞史紀』では稗田阿求から辛辣な評価をされている一方、『香霖堂』単行本第17話では霖之助は「他の天狗の新聞よりは役に立つ」としている。
『文花帖（書籍）』は彼女が書いた新聞という体裁を取っている。『文花帖（ゲーム）』は取材の様子という設定のもと、単独の自機として登場している。
『花映塚』では花の異変を記事にしようと取材に出掛ける。『風神録』では、山の自警隊長である大天狗から侵入者との接触を命じられ、4面ボスとして登場する。その際は、マフラーのような和風模様が入ったシャツという服装で、『花映塚』や『文花帖（書籍）』のような丁寧な口調ではなく砕けた口調である。ZUNは天狗を「組織」のようなものとイメージしているため（山に住む妖怪は現実にある会社のような組織社会を築いているという設定）、会社員をイメージした服（シャツ）を着せた。文のテーマ曲の「風神少女」（『花映塚』『文花帖（ゲーム）』で使用）は新聞記者としての、「妖怪の山」（『風神録』で使用）は天狗社会の一員としてのものである。
メディスン・メランコリー
鈴蘭が咲く「無名の丘」に捨てられた人形が、長年鈴蘭の毒を浴びるうちに妖怪化した存在。
『求聞史紀』によれば、人間嫌いであり、それゆえ友好度は「悪」とされている。また、大きさは、やや大きめの腹話術の人形程度とされる。
『花映塚』の時点では妖怪になってからまだ数年という新米だったらしく、行動や言動に幼さが残る。人間に操られる存在でしかない人形の地位向上のため「人形解放」を強く願うが、四季映姫から「貴方は少し視野が狭すぎる」と説教される。『花映塚』エンディングでは八意永琳と交友関係を持つようになるが、「人形解放」は諦めていないらしい。
｢毒を操る程度の能力｣を持ち、ある種の植物毒を用いて人間を操ることもできる。『花映塚』付属の「キャラ設定.txt」では非生物（人形）であるメディスンには毒は全く効かないとされているが、『花映塚』ゲーム中では毒攻撃を受けた際に当たり判定がある。
鈴蘭の花を「スーさん」と呼んでいる。小さな人型のものを連れている。
風見 幽香（かざみ ゆうか）
季節の花が大好きで、一年中どこかしら花が咲いているところへと移動している妖怪。
その生活の邪魔をされると、相手が人間でも妖怪でも容赦なく無慈悲に攻撃してくる上に、元の性格が相手の神経を逆撫でするのが好きであるため、『求聞史紀』では人間との友好度は最悪とされている。長く生きているらしく、他の古参妖怪と同様、自主的に人間を襲うことは少ないとされる。
彼女は｢花を操る程度の能力｣を持つ。『求聞史紀』によれば、これは枯れた花を元に戻したり向日葵の向きを変えたりというもので、特に戦闘の役に立つような能力ではない。その代わり純粋に高い妖力と身体能力を持ち、傘や花を使って優雅に戦う。強大な力を持つ妖怪の常として、一般の人間や弱い妖怪には興味が無く、同じく強力な力を持った妖怪か特別な能力を持った人間しか相手にしない。ただし、力がある者同士が衝突すると双方無事では済まないため、長く生きる妖怪の知恵として勝負事はルールを決めて形式的に戦うことが多いという。
『花映塚』では異変に驚くことなくそれを理解し、その上で楽しむこととした。
小野塚 小町（おのづか こまち）
閻魔である四季映姫の部下。死者の魂を彼岸へ運ぶ三途の川の船頭で、「死神」という種族である。
主に幻想郷の死者を担当している。船に乗せた魂との会話が、仕事中の楽しみでもある。サボり癖があり、『花映塚』作中では映姫に見つかってはよく怒られている。サボっている間は幻想郷にいるらしく、その様子をよく目撃されている。「死神の目」で相手の寿命を見ることができるようだが、役職が「お迎え」担当ではなく船頭であることもあり、自ら相手を殺して死に導くようなことはしないらしい。
彼女は「距離を操る程度の能力」を持ち、三途の川の長さや深さを、川を渡す死者の霊の業に応じて自在に変えることができる。『緋想天』付属の「おまけ.txt」によれば、普通の道の長さなども変えることができる。
『花映塚』では異常に集まった霊魂が幻想郷にあふれたが、相変わらずマイペースに仕事を進めていたため異変が長引き、そのため『花映塚』小町ルートの9面では映姫にクビにされかかっている。『緋想天』では幽霊が消えていることに頭を悩ませる一方で、異常気象が各人の気質の現れだと気付くと暇潰しに見て回っている。
四季映姫・ヤマザナドゥ（しき えいき ヤマザナドゥ）
地獄に住む死者を裁く閻魔で、死神の小野塚小町の上司。
本名は「四季・映姫」で、「ヤマザナドゥ」は主に担当部門を表す役職名とされるが、『花映塚』をはじめとする登場作品ではもっぱら「四季映姫・ヤマザナドゥ」という名称で登場している。「ヤマ」は閻魔、「ザナドゥ」は楽園を意味しているらしい。閻魔は一人ではなく、死者が生前に住んでいた地域ごとの担当者として多数居るのだが、彼女は幻想郷を担当している。閻魔になる前は地蔵だった。
己の中に善悪の基準を持ち、迷うことが絶対に無いよう、自身の持つ「白黒はっきりつける程度の能力」も使って判決を下す。一度下された判決を覆すことは不可能である。鈴仙・優曇華院・イナバによれば、彼女の持つ「波」は、他の生き物と位相がずれ干渉することがない特殊なものであるため、他人を裁くことが可能となっているとのこと。
彼女は閻魔の仕事の休暇に幻想郷を訪れ、説教をすることもある。幻想郷ではかなりの古株なのだが人妖問わず敬遠され、強い妖怪でも彼女の前では姿を隠すという。『紫香花』では、八雲紫と西行寺幽々子が映姫らしき人物を苦手としており、その人物が現れそうになると退散する、という描写があった。
『花映塚』でボスとして現れた際は無縁塚を訪れた人間・妖怪たちに「善行を積むこと」を説き、自機として操作する際には彼女たちが善行を積んでいるか見回っている。

### 既存の登場人物
ここでは、『花映塚』が初出ではない登場人物を解説する。
ルナサ・プリズムリバーとメルラン・プリズムリバーと2名にはストーリーモードが存在せず、プレイで実際に使用できるのはマッチモードのみとなっている。
博麗霊夢
博麗神社の巫女。いつも異変は勘で解決できるが、今回だけは勘も働いていなかった。
霧雨魔理沙
魔法使いの少女。幻想郷のどこに行っても異変が起きているため、片っ端から回ってみることにした。
十六夜咲夜
紅魔館のメイド。今回は異変ということで見に出てきただけで、さほど危険は感じていなかった。
魂魄妖夢
冥界にある白玉楼の庭師。幻想郷の異変を知り、様子を見に来た。
鈴仙・優曇華院・イナバ
月の兎。幻想郷に花が咲いてから永遠亭の兎が騒ぎ出したため、調査に出かけた。ついでに因幡てゐを連れ戻そうともしていた。
チルノ
湖を根城とする妖精。花の異変から周りが騒がしくなったため、自分も一緒に騒ぐことにした。
リリカ・プリズムリバー
騒霊アーティスト、プリズムリバー三姉妹の三女。花の異変はあまり眼中になく、幻想郷に音ネタ集めに出ていた。
メルラン・プリズムリバー
騒霊アーティスト、プリズムリバー三姉妹の次女。花の異変はまったく眼中にないが、実はリリカの身を案じてルナサと共にこっそりとリリカの後を追っていた。
ルナサ・プリズムリバー
騒霊アーティスト、プリズムリバー三姉妹の長女。花の異変はまったく眼中にないが、実はリリカの身を案じてメルランと共にこっそりとリリカの後を追っていた。
ミスティア・ローレライ
夜雀。もともとお祭り騒ぎが好きで、今回の花の異変は格好の遊び場であった。
因幡てゐ
永遠亭の妖怪兎で、地上の兎のリーダー。花の異変に大騒ぎの兎たちと一緒に、内緒で遊びに出た。
自機ではないが、一部ステージやエンディングなどに、以下の人物が登場する。
- リリーホワイト
- パチュリー・ノーレッジ
- レミリア・スカーレット
- 西行寺幽々子
- 八意永琳

## 曲目リスト
1. 花映塚 〜 Higan Retour - タイトル
2. 春色小径 〜 Colorful Path - 博麗霊夢のテーマ
3. オリエンタルダークフライト - 霧雨魔理沙のテーマ
4. フラワリングナイト - 十六夜咲夜のテーマ
5. 東方妖々夢 〜 Ancient Temple - 魂魄妖夢のテーマ
6. 狂気の瞳 〜 Invisible Full Moon - 鈴仙・優曇華院・イナバのテーマ
7. おてんば恋娘の冒険 - チルノのテーマ
8. 幽霊楽団 〜 Phantom Ensemble - プリズムリバー三姉妹のテーマ
9. もう歌しか聞こえない 〜 Flower Mix - ミスティア・ローレライのテーマ
10. お宇佐さまの素い幡 - 因幡てゐのテーマ
11. 風神少女 (Short Version) - 射命丸文のテーマ
12. ポイズンボディ 〜 Forsaken Doll - メディスン・メランコリーのテーマ
13. 今昔幻想郷 〜 Flower Land - 風見幽香のテーマ
14. 彼岸帰航 〜 Riverside View - 小野塚小町のテーマ
15. 六十年目の東方裁判 〜 Fate of Sixty Years - 四季映姫・ヤマザナドゥのテーマ
16. 花の映る塚 - 会話イベント1
17. 此岸の塚 - 会話イベント2
18. 花は幻想のままに - エンディング
19. 魂の花 〜 Another Dream... - スタッフロール